# بوریس کامکوف

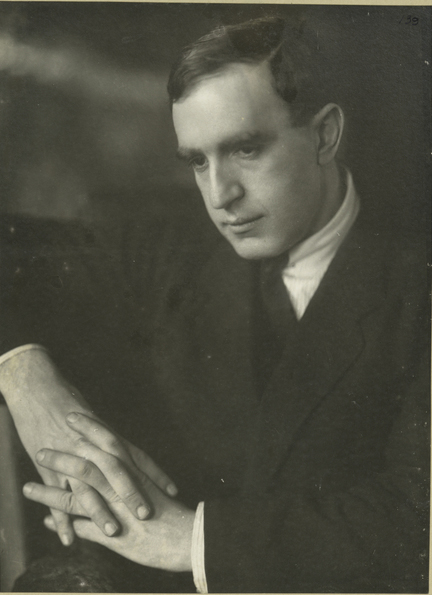
بوریس کامکوف

بوریس داویدویچ کامکوف ( روسی: Бори́с Дави́дович Камко́в  ; ۳ ژوئن ۱۸۸۵ - ۲۹ اوت ۱۹۳۸) یک انقلابی و سیاست‌مدار روس و از اعضا و رهبران حزب سوسیالیست انقلابی بود. وی در زمان وقوع انقلاب اکتبر، رهبری جناح چپ حزب سوسیالیست انقلابی را برعهده داشت.
او پس از انقلاب اکتبر با جدا کردن جناح خود و تأسیس حزب سوسیالیست انقلابی چپ(اِس‌اِرهای چپ) به حمایت از دولت نوپای بلشویک پرداخت و از دسامبر ۱۹۱۷ تا مارس ۱۹۱۸ عضو سونارکوم روسیه شوروی به رهبری ولادیمیر لنین بود، اما پس از مخالفت با صلح برست لیتوفسک در مارس ۱۹۱۸ از دولت لنین جدا شد و تا پایان عمر بخشی از مخالفین دولت کمونیستی شوروی بود.
وی در زمان تصفیه بزرگ در سال ۱۹۳۸ اعدام شد.

## اوایل زندگی
بوریس داویدویچ کاتز که در ادامه زندگی با نام مستعار کامکوف مشهور شد، در ۳ ژوئن ۱۸۸۵ در بسارابیا به دنیا آمد. پدر او یک پزشک بود. وی در نوجوانی وارد فعالیت‌های سیاسی رادیکال شد و در سال ۱۹۰۴ به حزب سوسیالیست انقلابی پیوست. او در انقلاب ۱۹۰۵ مشارکت کرد و پس از سرکوب انقلاب، دستگیر و به سیبری تبعید شد. کامکوف در سال ۱۹۰۷ از تبعید فرار کرد و به خارج از کشور گریخت. وی سرانجام وارد آلمان شد و در دانشگاه هایدلبرگ به تحصیل حقوق پرداخت و در سال ۱۹۱۱ از دانشگاه فارغ‌التحصیل شد.

## جنگ جهانی اول و انقلاب فوریه
کامکوف در آغاز جنگ جهانی اول موضع انترناسیونالیستی و ضد جنگ اتخاذ کرد. او به جناح پاسیفیست حزب سوسیالیست انقلابی که اعضای آن در پاریس ساکن بودند پیوست و از کنفرانس زیمروالد حمایت کرد. وی همچنین در کمک به زندانیان جنگی روس که در آلمان اسیر بودند مشارکت کرد و از این فرصت برای تبلیغ پروپاگاندای انقلابی بین اسیران جنگی روس بهره برد.
کامکوف پس از وقوع انقلاب فوریه به روسیه بازگشت و در آوریل ۱۹۱۷ به عضویت شورای پتروگراد درآمد. او به همراه مارک ناتانسون به رهبری جناح چپ حزب سوسیالیست انقلابی رسید. این قضیه کامکوف را در موضع مخالف منشویک‌ها و جناح راست حزب سوسیالیست انقلابی که توسط الکساندر کرنسکی رهبری می‌شد قرار داد.
کامکوف در ابتدای بازگشت به روسیه چند مقام دون‌پایه را در تشکیلات حزب سوسیالیست انقلابی اشغال کرد و به همکاری با اعضای جناح راست حزب پرداخت، اما با گذشت زمان و اوج‌گیری اختلافات درون حزبی، به فکر جدایی کامل جناح چپ از تشکیلات حزب سوسیالیست انقلابی و تبدیل آن به یک حزب مستقل افتاد. جدایی جناح چپ در پایان تابستان ۱۹۱۷ اتفاق افتاد و حزب سوسیالیست انقلابی چپ که اعضای آن اغلب با نام اختصاری اس‌ارهای چپ مشهورند، تأسیس شد. بوریس کامکوف که حال به یکی از رهبران اصلی اس‌ارهای چپ تبدیل شده بود در پائیز ۱۹۱۷ با بلشویک‌ها و رهبر آنان، ولادیمیر لنین بر سر لزوم سرنگونی دولت موقت روسیه که آن زمان توسط هم‌حزبی سابق وی یعنی کرنسکی رهبری می‌شد، هم‌نظر شد.

## همکاری با بلشویک‌ها
پس از انقلاب اکتبر، اس‌ارهای چپ اولین حزبی بودند که دولت لنین را به رسمیت شناختند و شروع به مذاکره با بلشویک‌ها برای تشکیل یک دولت ائتلافی کردند. کامکوف طرفدار تشکیل یک دولت ائتلافی با حضور همه همه احزاب سوسیالیستی بود، زیرا وی بر این عقیده بود که نیروی انقلابی چپ نباید راه خودش را از نیروهای دموکراتیک میانه‌رو جدا کند. هرچند درنهایت مشخص شد که تشکیل یک ائتلاف با حضور تمام احزاب سوسیالیستی با وجود مخالفت لنین از یک سو و منشویک‌ها از سوی دیگر غیرممکن است و اس‌ارهای چپ تصمیم گرفتند که به تنهایی به دولت ائتلافی وارد شوند. درنتیجه کامکوف به‌همراه شش تن از هم‌حزبی‌هایش به سونارکوم روسیه شوروی که تحت رهبری ولادیمیر لنین قرار داشت، وارد شد.
دوره دولت ائتلافی بلشویک‌ها و اس‌ارهای چپ کوتاه بود. هرچند کامکوف از مذاکرات صلح با دول محور حمایت کرده بود ولی به شدت با شرایط سنگین پیشنهاد شده از طرف آلمان برای صلح مخالفت کرد، زیرا می‌ترسید این شرایط دستاوردهای انقلاب روسیه را از بین ببرد. اس‌ارهای چپ به‌همراه چند تن از کمونیست‌های چپ همچون تروتسکی و یوفه با پیمان صلح مخالفت کردند. هرچند کمونیست‌های چپ به زودی از مخالفت خود دست کشیدند، اما اس‌ارهای چپ بر سر موضع خود باقی ماندند و در مارس ۱۹۱۸ از دولت ائتلافی خارج شدند. پس از خروج اس‌ارهای چپ از دولت روند تصفیه اعضای آنان از ادارات دولتی و شوراهای کارگری و دهقانی آغاز شد و کامکوف و حزبش رسما به نیروهای اپوزيسيون ملحق شدند.

## درگیری با بلشویک‌ها
در ژوئن ۱۹۱۸ اس‌ارهای چپ رسماً سیاست اعتراض مسالمت‌آمیز علیه بلشویک‌ها را کنار گذاشتند و شروع به برنامه‌ریزی برای اعتصاب‌های غیرقانونی، قیام‌های مسلحانه و ترور مقامات و دیپلمات‌ها نمودند. اس‌ارهای چپ در ۶ ژوئیه ۱۹۱۸ سفیر آلمان در مسکو را با هدف آغاز دوباره جنگ با آلمان ترور کردند و در یک اقدام ناموفق در ۳۰ اوت همان سال به جان لنین سوءقصد کردند. بلشویک‌ها جواب این اقدامات را با سرکوب خشونت‌آمیز دادند. با این وجود اس‌ارهای چپ قاطعانه مقاومت مسلحانه علیه بلشویک‌ها را ادامه می‌دادند. همه رهبران اس‌ارهای چپ به جز مارک ناتانسون موافق نظر کامکوف برای ادامه مقاومت همه‌جانبه علیه بلشویک‌ها بودند. ناتانسون معتقد به همکاری با بلشویک‌ها برای استقرار سوسیالیسم در روسیه شوروی بود.
با وجود هم‌نظری رهبران برای مقابله با بلشویک‌ها، بسیاری از اعضای دون‌پایه اس‌ارهای چپ با نظر مارک ناتانسون برای همکاری با دولت لنین موافق بودند و این اختلاف نظر به مرور زمان باعث تضعیف آنتی‌بلشویک‌های تندرو همچون کامکوف در حزب شد. بوریس کامکوف به همراه ماریا اسپیریدونووا در ۷ ژوئیه ۱۹۱۸ اقدام به برپایی یک قیام مسلحانه علیه بلشویک‌ها در مسکو کرد که به سرعت شکست خورد و درنتیجه کامکوف مجبور به اختفا شد. بلشویک‌ها قیام ژوئیه اس‌ارهای چپ را به‌عنوان اقدام ضدانقلابی و هم‌دستی با بورژوازی تعبیر نمودند، ولی اس‌ارهای چپ قیام خود را اعتراض به همکاری دولت لنین با آلمان امپریالیست معرفی کردند.

## زندان، تبعید و مرگ
در نوامبر ۱۹۱۸ اکثر اعضای کمیته مرکزی حزب سوسیالیست انقلابی چپ(اس‌ارهای چپ) به اتهام اقدامات ضدانقلابی محاکمه شدند. کامکوف که به کشور تازه استقلال یافته لیتوانی گریخته بود، در آن کشور اقدام به سازماندهی مجدد کمیته مرکزی حزب کرد. وی در سال ۱۹۲۰ به‌طور مخفیانه به مسکو بازگشت، اما حضورش به سرعت فاش شد و او را بازداشت کردند. کامکوف برای مدت کوتاهی آزاد شد تا اینکه در سال ۱۹۲۱ مجدداً به زندان افتاد. او در سال ۱۹۲۳ ابتدا به چلیابینسک، سپس به تور و درنهایت به وورونژ تبعید شد. در سال ۱۹۳۱ وی را دوباره محاکمه و زندانی کردند. در سال ۱۹۳۳ کامکوف به آرخانگلسک تبعید شد و تا ۴ سال بعد را در آنجا زندگی کرد. او در سال ۱۹۳۷ برای آخرین بار به زندان افتاد و درنهایت در ۲۹ اوت ۱۹۳۸ در جریان تصفیه بزرگ کشته شد. دولت شوروی کامکوف را در سال ۱۹۹۱، یعنی ۵۳ سال پس از مرگش از اتهاماتش تبرئه کرد.